# Indasclera nakanei
Indasclera nakanei là một loài bọ cánh cứng trong họ Oedemeridae. Loài này được Mizota miêu tả khoa học năm 1999.